# Anagrus humicola
Anagrus humicola är en stekelart som beskrevs av Mathot 1968. Anagrus humicola ingår i släktet Anagrus och familjen dvärgsteklar.
Artens utbredningsområde är Uganda. Inga underarter finns listade i Catalogue of Life.